# Свевлад
Свевлад е първият известен сръбски княз след заселването на сърбите на Балканите по време на управлението на император Ираклий. Властването му не е точно датирано, но е в периода 630 - 660 години. Дуклянската летопис указва, че управлението му е продължило 12 години. Имали три сина Бруса, Тотила и Остроила. .